# Malice (Marvel Comics)
Malice  é o nome de seis supervilões fictícios que aparecem em histórias em quadrinhos publicadas pela Marvel Comics. A primeira foi uma serva de Killmonger, um inimigo do Pantera Negra. A segunda pessoa foi um vilão do Motoqueiro Fantasma de vida curta. A terceiro pessoa foi uma vilã com o nome Malice era uma personalidade um tanto alternativa de Susan Richards do Quarteto Fantástico. As duas últimas vilãs com o nome de Malice são entidades desencarnadas, a primeira das quais era um doppelganger maléfico de Sue Richards que foi absorvido em sua própria mente e a segunda é uma mutante má que aparece nos quadrinhos dos X-Men.

## Malice (vilã do Pantera Negra)
A primeira Malice foi uma das aliadas mutantes de Killmonger durante sua disputa pelo trono de Wakanda. Sua primeira aparição foi em Jungle Action, vol. 2, #8 (janeiro de 1974). Ela lutou contra T'Challa, o Pantera Negra ao lado de Venneno, Lorde Karnaj, Barão Macabro e outros. Ela era uma mutante Wakandana com força sobre-humana, velocidade e agilidade e acabou sendo derrotada junto com o resto dos vilões que tentaram o golpe.

## Malice (Nakia)
Uma segunda Malice relacionada com o Pantera Negra chamada Nakia e foi introduzida em Black Panther Vol. 3 # 1 (novembro de 1998) e foi criado por Christopher Priest e Mark Texeira.
Quando criança, Nakia da tribo do pântano do Vale Q'Noma foi escolhida por seus anciãos tribais para ser Dora Milaje ou esposas em treinamento e passou três anos treinando antes de ser apresentada ao Rei T'Challa; Quase um adolescente, ela ficou instantaneamente apaixonada por ele, embora ele prometesse que seu papel era puramente cerimonial. Ela tornou-se amiga íntima de sua companheira Dora Milaje, Okoye, que, ao contrário dela, gostava de ser apenas sua guarda pessoal. A obsessão de Nakia com o Rei T'Challa aumentou dramaticamente quando Mephisto lançou uma ilusão sobre T'Challa fazendo com que ele beijasse Nakia. Ela consequentemente ficou com ciúmes da ex-namorada americana de T'Challa, Monica Lynne, e planejou matá-la, mas T'Challa a resgatou e baniu Nakia, trazendo grande vergonha para sua tribo e Wakanda.
Nakia foi capturada por Achebe e torturada por ele até que Erik Killmonger veio e a libertou. Killmonger usou o Altar da Ressurreição nela e no processo ganhou habilidades aprimoradas. Killmonger decidiu nomeá-la Malice após a anterior. Ela foi atrás de T'Challa e suas aliadas e, enquanto lutava contra a Rainha da Justiça Divina, matou uma das aliadas de T'Challa, Nicole "Nikki" Adams.
Mais tarde, ela se juntou ao Homem-Gorila e sequestrou vários amigos de T'Challa, envenenando-os por vingança. Além disso, Nakia também planejava matar Monica e Dakota North, acreditando que a última também era uma das amantes de T'Challa. No final, T'Challa frustra o plano de Nakia, que consegue escapar, mas não sem lhe dar o antídoto para seus amigos.
Nakia finalmente retornou durante uma missão envolvendo Everett K. Ross. Quando Ross é capturado e torturado pelo Hatut Zeraze, Nakia entra em cena para resgatá-lo. Apesar disso, ela estava exilada das Dora Milaje. Amargurada e expulsa, Nakia desenvolveu um arsenal de armas, incluindo uma droga chamada jufeiro que lhe dá poder sobre os homens. Mas o uso prolongado da droga deixou-a gravemente doente. Em uma tentativa desesperada de atrair o Pantera Negra para ela antes que ela morra, Nakia rastreou uma arma esquecida das Dora Milaje chamada Mimic-27, que pode criar doppelgangers que duplicam poder. Nakia eventualmente decidiu enviar Mimic-27 após a ex-esposa de T'Challa, Ororo Monroe (também conhecida como Tempestade dos X-Men), mas a arma se libertou do controle de Nakia e a atacou também. Para pará-la, as Dora Milaje precisaram da ajuda de Nakia, mas ela se recusou a agir até que pudesse ver seu rei novamente.

## Malice (Motoqueiro Fantasma)
O segundo vilão a levar o nome Malice apareceu pela primeira vez em Ghost Rider #25 (agosto de 1977). Um showboater por natureza, Malice se certificou de que seu surgimento fosse bem televisionado. Ele queimou um museu de cera e deixou uma mulher para morrer, além de roubar um banco com seu Vault Puller, um dos muitos dispositivos que ele usou para aterrorizar a polícia. Embora sua identidade secreta não seja conhecida, há sugestões de que Malice é uma pessoa rica, já que ele dirige um AC Cobra e se refere a esconder o dinheiro na floresta em sua "propriedade". Ele foi preso depois de ser derrotado pelo Motoqueiro Fantasma usando um antecessor anterior ao seu olhar de penitência. 

## Malice (Susan Storm)
Malice era um aspecto negativo da personalidade da Mulher Invisível, despertada pelas manipulações do vilão Homem Psíquico, numa época em que suas emoções eram facilmente suscetíveis. Sue ficou grávida pela segunda vez; no entanto, esta gravidez foi ainda mais difícil do que a primeira e Sue acabou perdendo a criança, causando grande estresse emocional sobre ela. Homem Psíquico decidiu aproveitar a situação e ampliou suas emoções negativas que resultaram em sua transformação em Malice, A Senhora do Ódio. Malice manteve os poderes de Susan, mas ela os usou de forma mais agressiva, criando explosões e picos de campo de força letais. Durante sua primeira aparição, ela foi capaz de usar seus poderes para resistir a um soco direto da Mulher-Hulk, que não sabia de sua identidade na época, e sem vacilar, a Mulher-Hulk não percebeu que tinha acabado de atingir um campo de força. Reed e Johnny só aprenderam quem ela realmente era graças aos sentidos elevados do Demolidor fazendo com que ele a percebesse como uma bolha amorfa devido ao campo de força ao redor dela. Com essa revelação, Reed foi capaz de restaurá-la ao normal, provocando-a em um temperamento genuíno, em vez do ódio criado artificialmente por causa do Homem Psíquico, interrompendo o equilíbrio emocional que o equipamento do Homem Psíquicoutilizava para afetá-la. O episódio teria efeitos duradouros: a Garota Invisível mudou seu nome para Mulher Invisível; ela descobriu como usar objetos de força e perdeu um pouco de autoconfiança, sabendo que Malice ainda se escondia dentro dela.
Durante uma aventura em que Susan e Reed ajudaram o Surfista Prateado a ressuscitar Galactus, Sue entrou em contato com as Joias do infinito. Desconfiada de tal poder, ela foi vítima de Malice novamente. A joia da alma tentou e não conseguiu combinar as almas de Reed e Sue, que trouxe o In-Betweener e enviou Malice de volta ao subconsciente de Sue.

## Outras mídias

### Televisão
- Susan Richards aparece como Malice no episódio "Worlds Within Worlds" da série animada Quarteto Fantástico de 1994. A aparição de Malice é o resultado de Homem Psíquico usando seus poderes para fazer Susan se voltar contra seus companheiros do Quarteto Fantástico. Eventualmente, Susan está livre da influência do Homem Psíquico e o derrota.

- Nakia fez uma participação silenciosa em Os Vingadores: Os Super-Heróis mais Poderosos da Terra como parte das Dora Milaje de T'Challa.[14]

### Filmes
Lupita Nyong'o interpreta Nakia no filme Pantera Negra de 2018. Esta versão de Nakia não ocupa um papel de vilã e é uma ex-Dora Milaje que se tornou uma espiã internacional para Wakanda. Ela já esteve em um relacionamento com T'Challa que parecia terminar mutuamente, embora esteja claro que eles ainda têm sentimentos um pelo outro. Nakia só retorna a Wakanda ao ouvir que o pai de T'Challa, T'Chaka, faleceu. Ela fica depois que T'Challa é coroada rei e pede que ela o acompanhe em uma de suas missões, levando aos principais eventos do filme.
Depois que Erik Killmonger toma o trono e ordena que as ervas em forma de coração garantam que o poder da Pantera Negra sejam queimadas, Nakia rouba uma. Embora a Rainha Mãe Ramonda exija que Nakia a consuma para desafiar Killmonger, Nakia planeja oferecê-la a M'Baku da tribo da Montanha para que ele possa desafiar Killmonger com seu exército. M'Baku revela que seu povo se recuperou o corpo de T'Challa, então Nakia dá a erva para ele, curando-o e restaurando seus poderes como Pantera Negra. Nakia, em seguida, auxilia na insurreição contra Killmonger, vestindo-se como um soldado das Dora Milaje por insistência de Shuri. No final do filme, Nakia concorda em retomar seu relacionamento com T'Challa e aceita um cargo em um centro evangelístico wakandano na Califórnia, onde fica o antigo apartamento de N'Jobu e Killmonger.